# Chalcomitra
Chalcomitra is een geslacht van zangvogels uit de familie honingzuigers (Nectariniidae). 

## Soorten
Chalcomitra is een geslacht van exclusief Afrikaanse honingzuigers die ook vaak beschreven worden als soorten in het geslacht Nectarinia. Er zijn de volgende soorten:
- Chalcomitra adelberti – Adelberts honingzuiger
- Chalcomitra amethystina – Amethisthoningzuiger
- Chalcomitra balfouri – Socotrahoningzuiger
- Chalcomitra fuliginosa – Karmeliethoningzuiger
- Chalcomitra hunteri – Hunters honingzuiger
- Chalcomitra rubescens – Groenkeelhoningzuiger
- Chalcomitra senegalensis – Roodborsthoningzuiger